# بوغي مان 2 (فلم)
بوغي مان 2 أو البعبع 2 (بالإنجليزية: Boogeyman 2) هو فيلم رعب خارق للطبيعة أمريكي من إخراج جيف بيتانكورت عام 2007، وهو تتمة لفيلم بوغي مان الذي أُخرج سنة 2005. الفيلم من تأليف بريان سيف، وبطولة دانييل سافر ومات كوهين وديفيد غالاغر ومي وايتمان ورينيه أوكونور وتوبين بل.
بسبب النجاح المالي للفيلم السابق، أُعلن عن بوغي مان 2 في أكتوبر 2006. بدأ إنتاج الفيلم في الشهر نفسه بتعيين بيتانكورت كمخرج وبريان سيف ككاتب. بدأت تجارب الأداء في ديسمبر من العام نفسه؛ حصل دانييل سافر على الدور الرئيسي في يناير 2007. جرى التصوير في لوس أنجلوس في المستشفى السابق، مستشفى ليندا فيستا كوميونيتي، على مدى أربعة أشهر، بدأت في يناير 2007 وانتهت في أبريل. على عكس الفيلم الأصلي، الذي ظهر فيه بوغي مان ككائن خارق للطبيعة، سعى بيتانكورت لتقديم نسخة أكثر واقعية للمخلوق الأسطوري. بالإضافة إلى ذلك، تم التركيز على الكتابة والجو لتعويض ميزانية الفيلم الصغيرة البالغة 4.5 مليون دولار.
بعد العرض في مهرجان صرخة الرعب السينمائي في 20 أكتوبر 2007، صدر بوغي مان 2 في الولايات المتحدة في 8 يناير 2008؛ وصدر لاحقًا بطريقة مسرحية في روسيا وإيطاليا. وقد تلقى الفيلم آراء متباينة من النقاد. تم الاهتمام بشكل خاص بالطبيعة الشبيهة بالإنسان لبوغي مان في الفيلم، والتي شعر المراجعون أنها أفضل من الوحوش في ميزات المخلوقات المعاصرة الأخرى، بما في ذلك الفيلم السابق. على الرغم من الأداء التجاري المتواضع، فقد أُنجزت تتمة للفيلم سنة 2008 بعنوان بوغي مان 3.

## القصة
في الجزء الثاني من سلسلة أفلام الرعب المشهورة، نرى «البعبع»، الذي هو وحش الدولاب، و (لورا بورتر) شابة تخاف من الشبح (بوجيمان) الذي تعتقد أنه يعيش داخل دولابها ويهاجمها في الليل نتيجة ذكريات سيئة؛ حيث رأت (لورا) هي وأخوها (هنري) رجلا يقتل والديهما واعتقدا أن هذا الرجل هو البوجيمان. تقرر لورا أن تتلقى علاجا نفسيا لمواجهة مخاوفها، فتدخل مصحةً للعلاج. تتعرف (لورا) على مجموعة من مرضي الخوف المرضي في المصحة، وخلال الليل يأتي البوجيمان ليبدأ في قتل كل واحد من مرضى المستشفى واحدا تلو الآخر، مستخدما الأمر الذي يخشاه ليعذبه به قبل قتله، فتبدأ (لورا) في البحث عن سر ما يحدث لمواجهة مخاوفها وحماية زملائها من البوجيمان.

## الميزانية والإيرادات
كلف الفيلم 4.5 مليون دولار وحقق أرباحًا تقدر بـ 4.3 مليون دولار.

## النقد
تم انتقاد الفيلم لوجود قصة غير أصلية وشخصيات غير مرغوب فيها. وصفه براندون سيامباجليا من شركة آي جي إن بأنه «فيلم رعب غبي آخر» وأعطاه درجة 4/10. انتقد رايان توريك من موقع (ComingSoon.net) القصة والشخصيات وقلة التشويق، لكنه وجد الفيلم أكثر تسلية من الفيلم الأصلي. منحه تريستان سينز من (Dread Central) اثنين من أصل خمسة نجوم، منتقدًا إياه لعدم عرضه بوغي مان الأسطوري.
أعطى شون ليالوس من موقع (CHUD.com) للفيلم درجة 6.8 من أصل عشرة. في مراجعة مماثلة، أشاد ماثيو ستيرن من مجلة بوبماترس بالفيلم مقارنة بسابقه، وأعطاه ثمانية نجوم من أصل عشرة.

## التتمة
أُنجزت تتمة للفيلم بعنوان بوغي مان 3، وعُرض لأول مرة في مهرجان صرخة الرعب السينمائي في 18 أكتوبر 2008، وصدر مباشرة في فيديو في 20 يناير 2009. عاد بريان ستيف ككاتب، لكن الفيلم ضم أعضاء وشخصيات جديدة، وتدور أحداثه في حرم الكلية، من بطولة إيرين كاهيل. كما هو الحال مع الفيلم الأول، تم تصوير بوغي مان على أنه كائن خارق للطبيعة.

## وصلات خارجية
مقالات تستعمل روابط فنية بلا صلة مع ويكي بيانات